# Municipio de Stowe Prairie
El municipio de Stowe Prairie (en inglés: Stowe Prairie Township) es un municipio ubicado en el condado de Todd en el estado estadounidense de Minnesota. En el año 2010 tenía una población de 454 habitantes y una densidad poblacional de 5,17 personas por km².En el censo de 2020 el municipio tenía una población de 488.

## Geografía
El municipio de Stowe Prairie se encuentra ubicado en las coordenadas 46°20′19″N 95°7′45″O / 46.33861, -95.12917. Según la Oficina del Censo de los Estados Unidos, el municipio tiene una superficie total de 87.81 km², de la cual 87,68 km² corresponden a tierra firme y (0,15 %) 0,13 km² es agua.

## Demografía
Según el censo de 2010, había 454 personas residiendo en el municipio de Stowe Prairie. La densidad de población era de 5,17 hab./km². De los 454 habitantes, el municipio de Stowe Prairie estaba compuesto por el 97,58 % blancos, el 0,22 % eran afroamericanos, el 0,44 % eran amerindios, el 0,44 % eran de otras razas y el 1,32 % eran de una mezcla de razas. Del total de la población el 0,66 % eran hispanos o latinos de cualquier raza.